# Spiegelbach (Michelsbach)
Der Spiegelbach ist der rechte Mündungsarm der Queich, eines im Pfälzerwald entspringenden Flusses, der selbst bei Germersheim in den Rhein mündet. Der Spiegelbach wird bei Ottersheim von der Queich nach rechts abgeleitet und mündet nach knapp 10 km Lauf zwischen Bellheim und Sondernheim in den auch als Sondernheimer Altrhein bezeichneten Unterlauf des Michelsbachs. Der Bach verläuft durch den rheinland-pfälzischen Landkreis Germersheim in der Südpfalz.

## Geographie

### Verlauf
Der Spiegelbach wird am Ottersheimer Teilungswehr von der Queich abgeleitet; er erhält rund 40 % des Abflusses der Queich. Östliche bis südöstliche Richtung einschlagend, durchfließt der Bach ein Wiesengelände, das von Wäldern gesäumt wird. An einem markanten Knick wird über ein Schütz nach links die Sollach abgetrennt, die oberhalb von Germersheim wieder in die Queich mündet. Ab dem Knick durchquert der Spiegelbach, nunmehr in südliche bis südöstliche Richtung fließend, einen Ausläufer des Bellheimer Walds und erreicht die Knittelsheimer Mühle. Unterhalb der Mühle wendet sich der Bach, im Randbereich eines Waldes fließend, nach Osten.
Am Westrand des bebauten Gebiets von Bellheim knickt der Spiegelbach nach rechts und Süden ab und durchfließt die Bellheimer Obermühle. Unterhalb der Mühle mündet von rechts der Brühlgraben, dessen Einzugsgebiet bis zu den südlichen Stadtteilen von Landau in der Pfalz reicht. Die östliche Fließrichtung des Brühlgrabens aufnehmend, durchquert der Spiegelbach Bellheim. Unterhalb des Bellheimer Ortszentrums kreuzen die Bahnstrecke Schifferstadt–Wörth und die Bundesstraße 9 den Bach.
Ab der Bundesstraße durchfließt der Spiegelbach das Naturschutzgebiet Eichtal-Brand, in dem die Grenze zwischen den Naturräumen Vorderpfälzisches Tiefland und Nördliche Oberrhein-Niederung liegt. Der Spiegelbach mündet südwestlich des Baggersees Gänskopf von rechts und Westen in den Michelsbach, der sich unterhalb der Spiegelbachmündung zum Sondernheimer Altrhein aufweitet und südöstlich des Germersheimer Stadtteils Sondernheim in den Rhein mündet.

### Zuflüsse
Liste der Zuflüsse des Spiegelbachs vom Ursprung zur Mündung. Gewässerlängen und kumulierte Einzugsgebiete sowie Höhen laut GeoExplorer der Wasserwirtschaftsverwaltung Rheinland-Pfalz. Flur- und Gewannnamen wurden der Digitalen Topografischen Karte 1:5000 entnommen. Andere Quellen für die Angaben sind vermerkt.
Entstehung des Spiegelbachs auf etwa 123 m ü. NHN als Abschlag von der Queich am Ottersheimer Teilungswehr zwischen Ottersheim und Zeiskam in der Flur Auf den Neuwiesen
- → (Abgang der Sollach) nach links auf etwa 121 m ü. NHN im Westen der Flur In den Sandwiesen und westlich der Landesstraße 540 (Bellheim–Zeiskam), 8,0 km, 12,9 km². Mündet in die Queich auf etwa 110 m ü. NHN im Standortübungsplatz von Germersheim bei der Flur Auf die Queich.
- Schleidgraben, von rechts auf etwa 116 m ü. NHN bei den Kehlwiesen am westlichen Ortsrand von Bellheim unterhalb der Obermühle, 16,2 km, 33,1 km². Entsteht auf etwa 184 m ü. NHN bei der Flur Auf den Hinteräckern nordöstlich von Landau-Mörzheim.
  - Brühlgraben, von rechts auf etwa 157 m ü. NHN bei der Flur In der Olkenwiese nördlich von Impflingen, 2,2 km, 1,7 km². Entsteht auf etwa 196 m ü. NHN am östlichen Ortsrand von Mörzheim beim Weinberg Im Brühl.
  - ↓ (In Topografischen Karten wird der Schleidgraben ab der Mündung des Brühlgrabens meist als Brühlgraben bezeichnet.)
  - Oberer Wahlengraben, von links auf etwa 130 m ü. NHN bei der Grundschule von Offenbach, 1,9 km, 2,2 km². Entsteht auf etwa 135 m ü. NHN nordöstlich von Landau-Mörlheim in der Flur Obere Weide.
  - Altbach, von links auf etwa 116 m ü. NHN beim Gewann Brühlwiesen zwischen Knittelsheim und Bellheim, 3,8 km, 4,3 km². Entsteht auf etwa 125 m ü. NHN im Waldgebiet In den Oberalmen westlich von Offenbach.
    - ☓ (Kreuzt auf etwa 122 m ü. NHN im Gewann In den Allmendwiesen nordwestlich von Knittelsheim den Verbindungsgraben. Abzweig des Mühlwiesengrabens, mündet in den Gänsweidegraben, siehe unten)
    - Mühlwiesengraben, von links auf etwa 120 m ü. NHN beim Gewann In den Vorderwiesen nördlich von Knittelsheim, 4,5 km, 3,1 km². Entsteht auf etwa 129 m ü. NHN an der nördlichen Ortsumgehung von Offenbach an der Queich (Landesstraße 509) beim Queichtal-Bad.
      - → (Abgang des Verbindungsgrabens) nach rechts auf etwa 122 m ü. NHN beim Gewann in den Seemorgen nordwestlich von Knittelsheim, kreuzt den Altbach und mündet in den Gänseweidegraben, siehe unten.

    - Gänsweidegraben, von rechts auf etwa 119 m ü. NHN an der Brücke der Straße von Knittelsheim zur Knittelsheimer Mühle, 1,7 km, 2,7 km². Entsteht auf etwa 124 m ü. NHN am nördlichen Ortsrand von Ottersheim.
      - Verbindungsgraben, von links auf etwa 122 m ü. NHN im Südosten des Gewanns In den Wasserbeizwiesen zwischen Ottersheim und Knittelsheim, 0,6 km. Abzweig des Mühlwiesengrabens, siehe oben.
- → (Abgang des Mühlbachs) nach rechts auf etwa 112 m ü. NHN bei der Brücke der Fortmühlstraße in Bellheim.
- Mühlbach, von rechts auf etwa 109 m ü. NHN bei Kläranlage von Bellheim, Umflutkanal der Fortmühle, 0,7 km.
- → (Abgang Brandgraben S3) nach links auf etwa 102 m ü. NHN beim Gewann Spitzköpfe östlich von Bellheim, 3,4 km, 1,5 km². Verläuft am Rand der Rheinniederung und fließt dem Sondernheimer Altrhein über den Baggersee Gänskopf zu.
- → (Abgang Brandgraben S7) nach links auf etwa 99 m ü. NHN südlich von Gut Altbrand, 0,7 km, 0,3 km², fließt dem Brandgraben S3 zu, siehe oben.

Mündung des Spiegelbachs von links und Westen auf 99 m ü. NHN südwestlich des Baggersees Gänskopf in den Michelsbach. Der Bach ist 9,9 km lang und hat ein 50,8 km² großes Einzugsgebiet.

## Geschichte
Etwa 200 Meter unterhalb der heutigen Brücke der Bundesstraße 9 über den Spiegelbach lag die Spiegelburg (auch Spiegelberg) am Hochufer rechts des Spiegelbachs. Die im 12. Jahrhundert erbaute Burg war nach 1313 verfallen; in der ersten Hälfte des 18. Jahrhunderts wurde die Ruine abgebrochen.
Das heutige Ottersheimer Teilungswehr wurde 1772 erbaut. Bereits 1743 existierte dort ein steinernes Wehr. Die Bachteilung geht vermutlich bis ins 16. Jahrhundert zurück und diente anfänglich der Wasserversorgung des Jagdschlosses Friedrichbühl, das 1552 an der Sollach nördlich von Bellheim errichtet wurde und im 17. Jahrhundert zerstört wurde.
Die Knittelsheimer Mühle entstand spätestens 1755, bei älteren Erwähnungen von Müllern in Knittelsheim ist unklar, ob und wo sie ihrem Beruf nachgingen.
In Bellheim gab es um 1900 mit der Obermühle, der Mittelmühle, der Fortmühle und der Wappenschmiedmühle vier Mahlmühlen am Spiegelbach. Alle Mühlen sind heute außer Betrieb; an der Ober- und Fortmühle wird die Wasserkraft durch Kleinkraftwerke genutzt. Die Obermühle entstand Mitte des 18. Jahrhunderts zusammen mit dem in Nord-Süd-Richtung verlaufenden Abschnitt des Spiegelbachs oberhalb der Brühlgraben-Mündung. Zuvor setzte sich der Spiegelbach als Postgraben nach Osten fort. Auch nach dem Bau der Obermühle diente der Postgraben der Wiesenwässerung; es gab langjährige Nutzungskonflikte zwischen den Eigentümern der Mühlen und der Wiesen. In den 1970er Jahren wurde der Postgraben eingeebnet.
Der Spiegelbach war in die Queichlinien einbezogen, eine von französischen Truppen während des Österreichischen Erbfolgekriegs (1740–1748) erbauten Feldbefestigung zwischen Annweiler und dem Rhein bei Hördt. Wesentlicher Teil der Feldbefestigung waren Dämme, mit denen die Wiesen an den Gewässern künstlich überschwemmt werden konnten. Der Kulturverein Bellheim rekonstruierte 2009 eine Schanze der Queichlinie nördlich der Bellheimer Mittelmühle. Der Umflutgraben der Mühle folgte zwischen 1802 und 1969 der einstigen Schanze, ehe er verdolt wurde.
Die Wiesen am Oberlauf des Spiegelbachs gehören als Knittelsheimer Wässerwiesen zu den Queichwiesen, die zwei Mal pro Jahr für wenige Tage flach überstaut werden. Diese früher weit verbreitete Wiesenwässerung steigert und sichert den Heuertrag; zudem finden Störche während ihrer Brutsaison mehr Kleinlebewesen zur Fütterung ihrer Nestlinge. Ebenfalls als Wässerwiesen genutzt werden Flächen nördlich von Knittelsheim an den Spiegelbachzuflüssen Altbach und Mühlwiesengraben. Die Wiesenwässerung an der Queich wurde 2018 in das Bundesweite Verzeichnis des immateriellen Kulturerbes aufgenommen.